# The Copper Beeches (film 1912)
The Copper Beeches è un cortometraggio muto del 1912 diretto da Adrien Caillard.

## Trama
Un adattamento della storia di Sherlock Holmes su un padre che cerca di ottenere il controllo dell'eredità di sua figlia; nel film non compare il Dottor Watson.

## Produzione
Questo film faceva parte di una serie di otto adattamenti per film muti delle Storie di Holmes che erano stati supervisionati da Conan Doyle; è l'unico sopravvissuto. È alterato sotto diversi aspetti: invece di iniziare con la visita della signora Hunter a Baker Street per raccontare la sua storia, inizia con Rucastle che cerca di costringere la figlia a rinunciare ai suoi diritti sulla sua fortuna, e poi ad ordinare che il fidanzato si allontani dalla sua proprietà. Il film ha solo Holmes senza Watson, e non c'è nessuna apparizione della signora Rucastle né dei servi. 
Rucastle nasconde un suo criminoso progetto: cercare di attirare il fidanzato in modo che possa fingere di sparargli come un trasgressore. Alla fine Holmes e la polizia catturano Rucastle, e la figlia e il suo fidanzato sono riuniti.
Ispirato al racconto omonimo pubblicato per la prima volta sul "Strand Magazine" nel giugno 1892.
Le riprese avvennero presso Bexhill-on-Sea, nell'East Sussex.